# Несс, Арлен
Арлен Дэрил Несс (англ. Arlen Daryl Ness, 12 июля 1939 — 22 марта 2019) — американский дизайнер мотоциклов, изобретатель и предприниматель, основоположник мотоциклетного кастомайзинга.

## Девиз
Импровизируй, а не копируй (Always innovate never imitate)

## Карьера
Первый кастом был построен Арленом Нессом в гараже своего дома в Калифорнии в 1970-х годах.
Был признан за уникальный стиль дизайна мотоциклов. Популярность Арлена Несса росла по мере постройки им новых кастомов, участия в байк-шоу и съёмок для мотоциклетных журналов
.
Владел бизнесом по производству деталей для мотоциклов, а каталог выпускаемых запчастей насчитывает несколько сотен страниц. Штаб-квартира компании Арлена Несса, а также принадлежащий ему музей мотоциклов, насчитывающий более сорока экземпляров, находится в городе Даблине, штат Калифорния. В музее представлены собранные им мотоциклы — Неприкасаемый (Untouchable), Дважды плохиш (Two bad) со сдвоенным мотором, а также мотоциклы, прототипами которым послужили гоночные автомобили Феррари, Шевроле и Бугатти. Особое место в музее занимает мотоцикл на реактивной тяге МехаНесс (Mach Ness), который Арлен построил в 2005 году. По состоянию на 2018 год, акции компании Арлен Несс полностью находятся во владении членов одной семьи. Более того, это единственная компания в мотоциклетном мире, акционерами которой являются члены трех поколений одной семьи с той же самой фамилией. Сегодня компания Арлен Несс производит не только продукцию для мотоциклов с V-образными двигателями, но и запчасти для подвески, кузова, хромированные элементы для экстерьера и пр.
Арлен Несс имеет патент на Big Shot — прибор, изменяющий процесс впрыска в мотоциклетных инжекторах, что позволяет индивидуально настроить каждый мотоцикл.

## Галерея

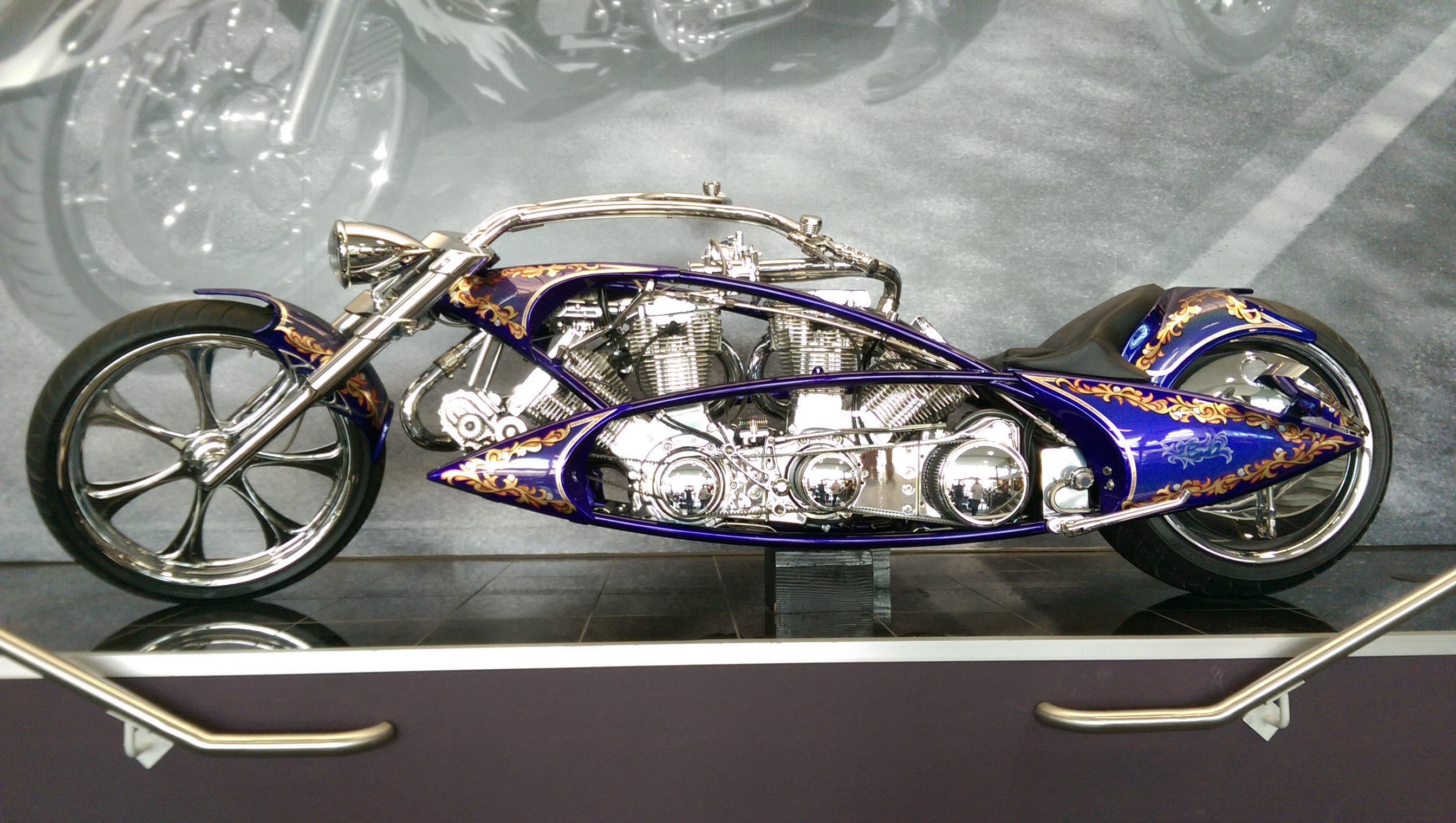
Мотоцикл Арлена Несса с двумя двигателями
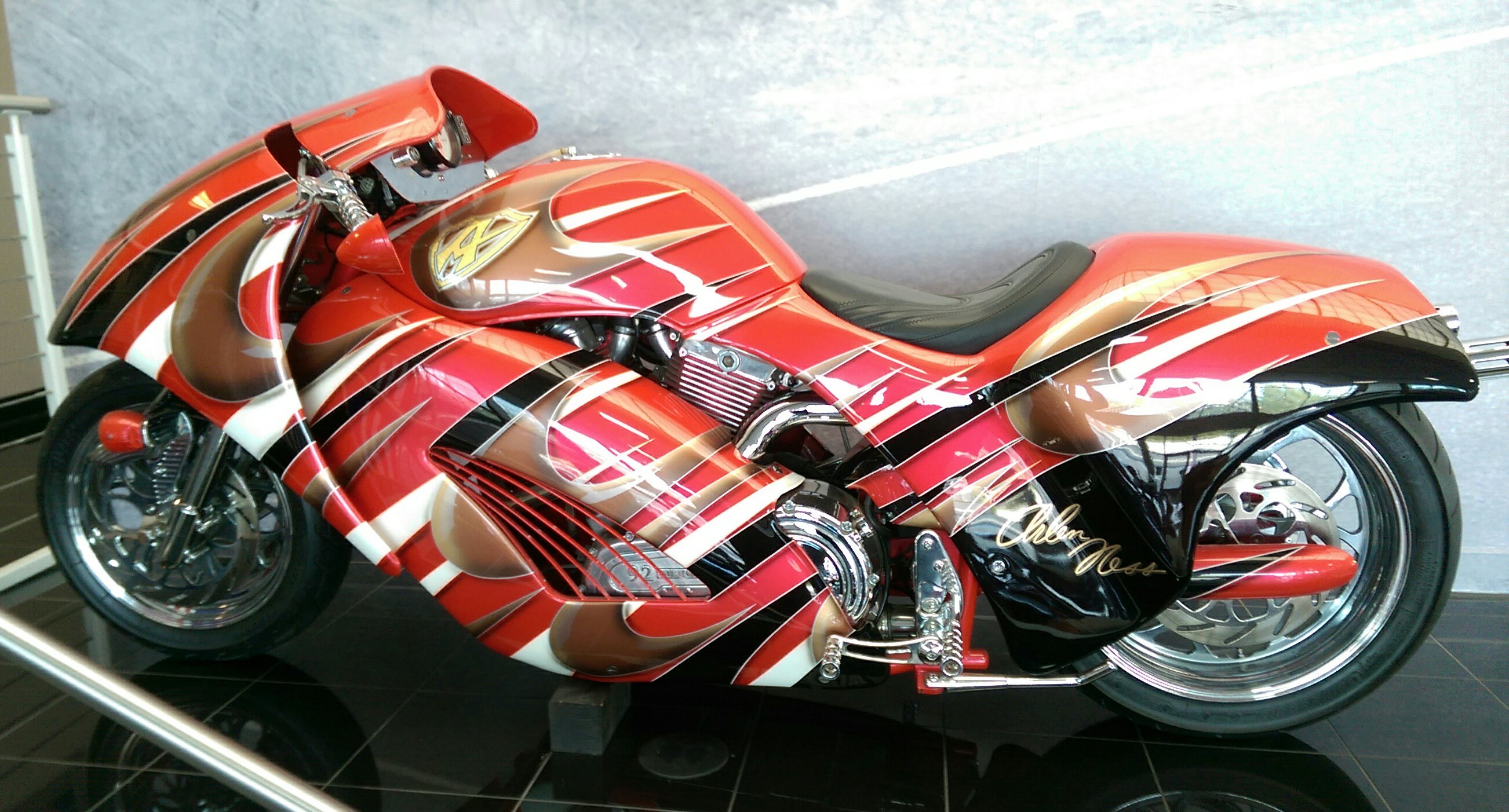
Обтекаемый мотоцикл Арлена Несса
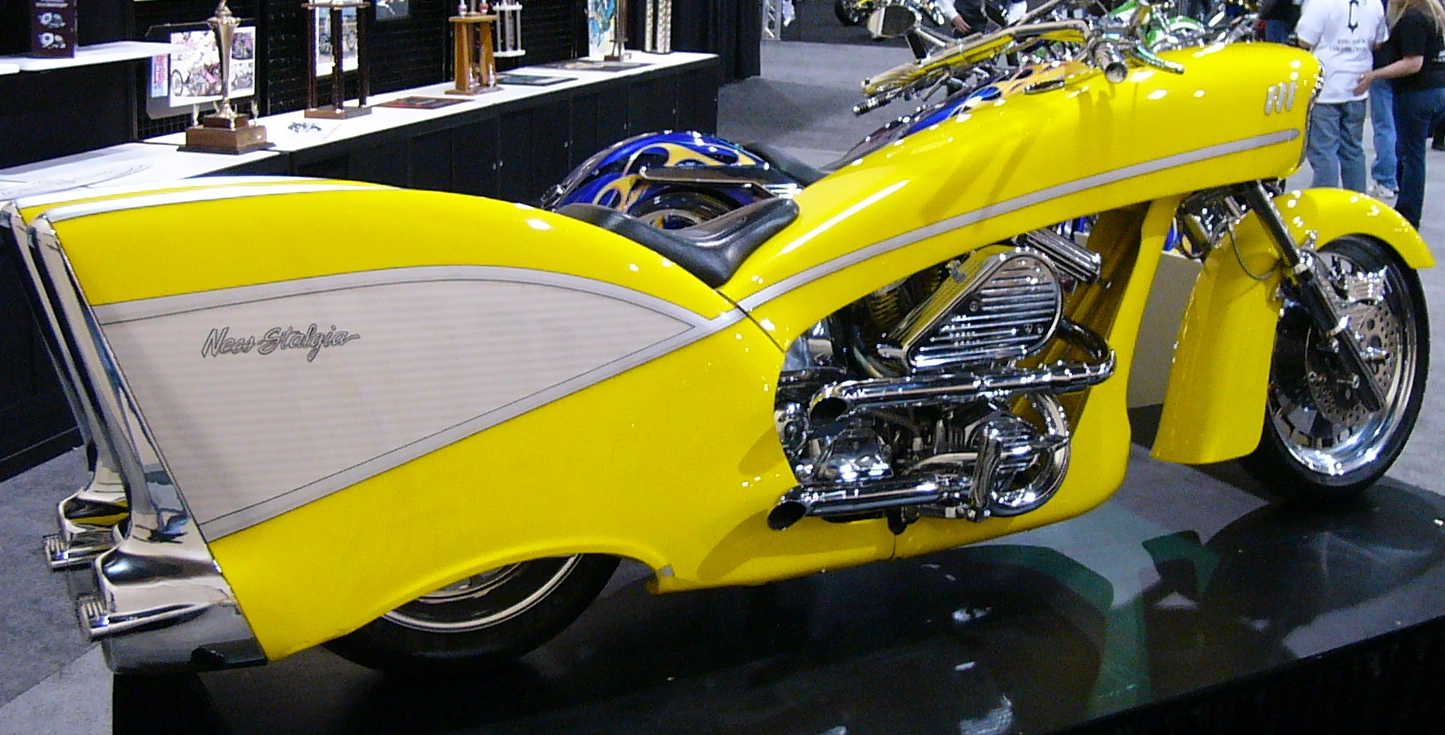
Модель Ness-Stalgia
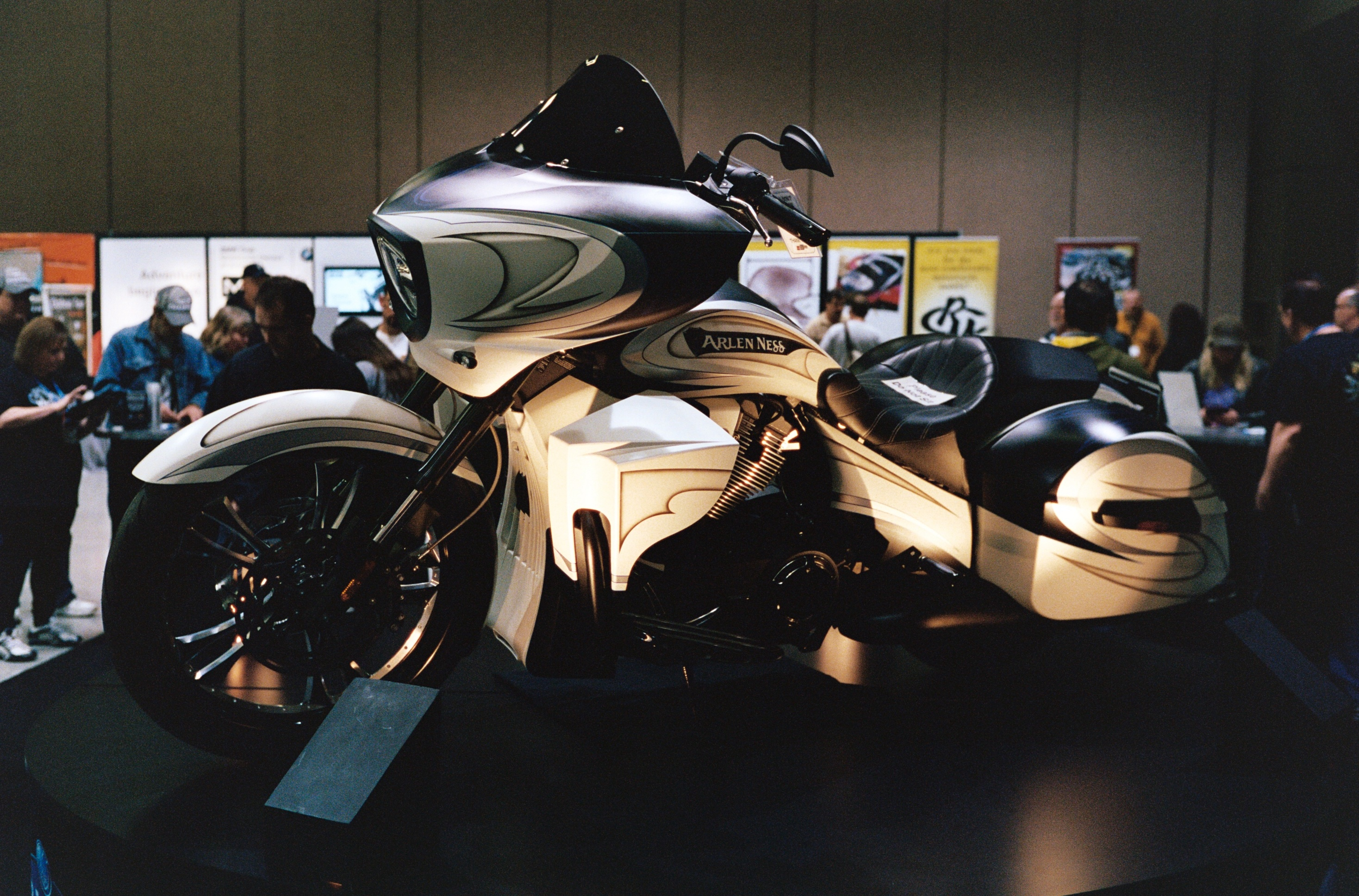
Мотоцикл Арлена Несса — победитель Международного мотоциклетного шоу[англ.] в Сиэтле
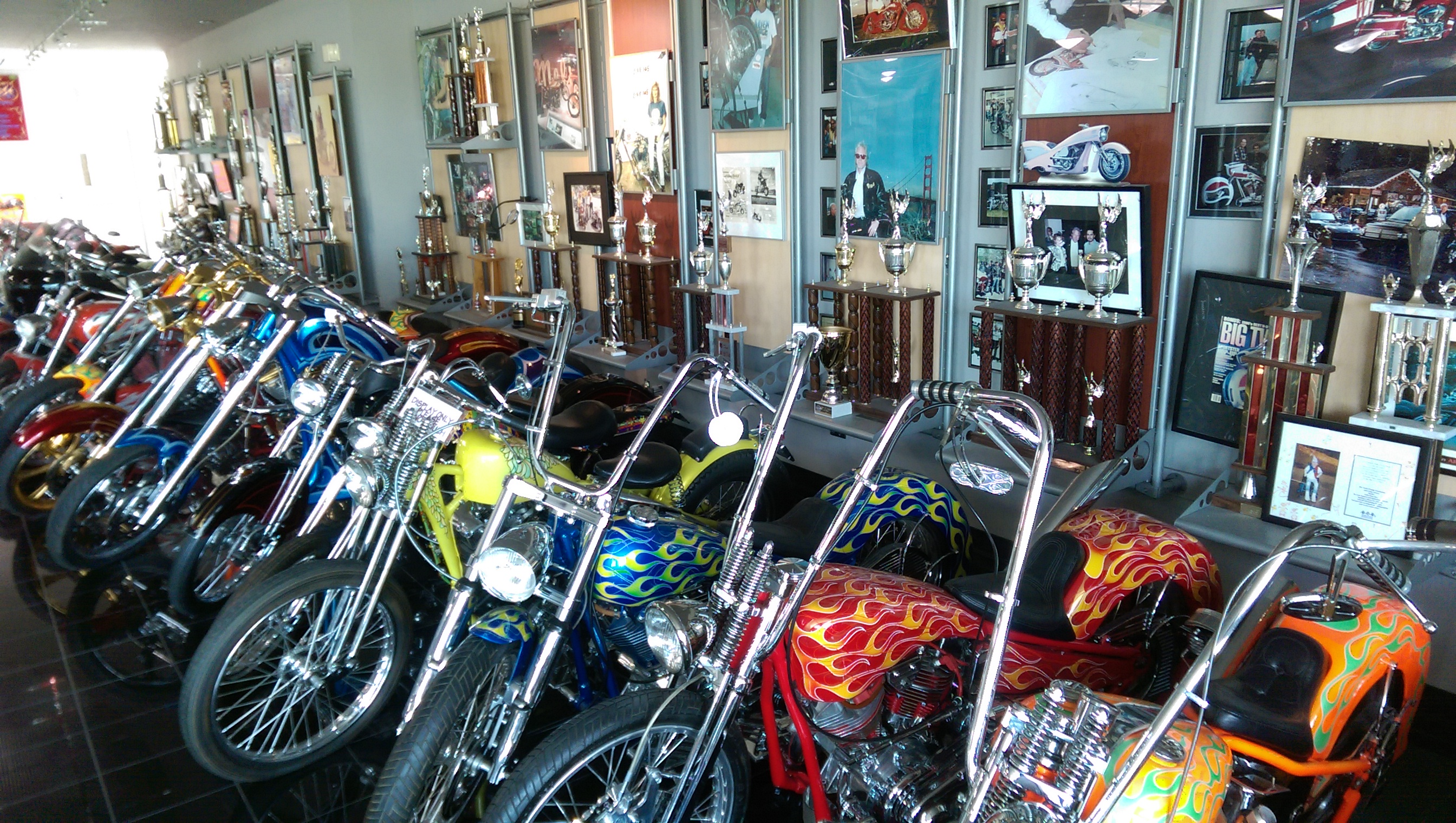
Музей Арлена Несса в Даблине (Калифорния)